# Talal Haji
Talal Abubakr Abdullah Haji (in arabo طلال أبوبكر عبدالله حاجي‎?; Gedda, 16 settembre 2007) è un calciatore saudita, attaccante dell'Al-Riyadh in prestito dall'Al-Ittihad.

## Carriera

### Club
Ha giocato nella prima divisione saudita.

### Nazionale
Ha giocato nella nazionale saudita Under-17.
Nel 2024 è stato convocato per la Coppa d'Asia; ha esordito con la nazionale saudita il 25 gennaio, nella terza partita del girone eliminatorio, pareggiata per 0-0 contro la Thailandia, diventando il secondo giocatore più giovane a debuttare nella storia della manifestazione.

## Statistiche

### Presenze e reti nei club
Statistiche aggiornate al 25 gennaio 2024.
| Stagione        | Squadra         | Campionato      | Campionato | Campionato | Coppe nazionali | Coppe nazionali | Coppe nazionali | Coppe continentali | Coppe continentali | Coppe continentali | Altre coppe | Altre coppe | Altre coppe | Totale | Totale |
| Stagione        | Squadra         | Comp            | Pres       | Reti       | Comp            | Pres            | Reti            | Comp               | Pres               | Reti               | Comp        | Pres        | Reti        | Pres   | Reti   |
| --------------- | --------------- | --------------- | ---------- | ---------- | --------------- | --------------- | --------------- | ------------------ | ------------------ | ------------------ | ----------- | ----------- | ----------- | ------ | ------ |
| 2023-2024       | Al-Ittihad      | SPL             | 2          | 0          | KC              | 1               | 0               | ACL                | 0                  | 0                  | Cmc         | 0           | 0           | 3      | 0      |
| Totale carriera | Totale carriera | Totale carriera | 2          | 0          |                 | 1               | 0               |                    | 0                  | 0                  |             | 0           | 0           | 3      | 0      |

### Cronologia presenze e reti in nazionale
| Cronologia completa delle presenze e delle reti in nazionale ― Arabia Saudita | Cronologia completa delle presenze e delle reti in nazionale ― Arabia Saudita | Cronologia completa delle presenze e delle reti in nazionale ― Arabia Saudita | Cronologia completa delle presenze e delle reti in nazionale ― Arabia Saudita | Cronologia completa delle presenze e delle reti in nazionale ― Arabia Saudita | Cronologia completa delle presenze e delle reti in nazionale ― Arabia Saudita | Cronologia completa delle presenze e delle reti in nazionale ― Arabia Saudita | Cronologia completa delle presenze e delle reti in nazionale ― Arabia Saudita |
| Data                                                                          | Città                                                                         | In casa                                                                       | Risultato                                                                     | Ospiti                                                                        | Competizione                                                                  | Reti                                                                          | Note                                                                          |
| ----------------------------------------------------------------------------- | ----------------------------------------------------------------------------- | ----------------------------------------------------------------------------- | ----------------------------------------------------------------------------- | ----------------------------------------------------------------------------- | ----------------------------------------------------------------------------- | ----------------------------------------------------------------------------- | ----------------------------------------------------------------------------- |
| 25-1-2024                                                                     | Doha                                                                          | Arabia Saudita                                                                | 0 – 0                                                                         | Thailandia                                                                    | Coppa d'Asia 2023 - 1º turno                                                  | -                                                                             | 64’                                                                           |
| Totale                                                                        |                                                                               | Presenze                                                                      | 1                                                                             |                                                                               | Reti                                                                          | 0                                                                             |                                                                               |